# Battaglione di San Patrizio (Stato Pontificio)
Il Battaglione di San Patrizio era un'unità militare dell'esercito dello Stato della Chiesa, costituito nel 1860 da volontari irlandesi per difenderne i confini dall'imminente invasione piemontese. Il battaglione, benché attivo solo per pochi mesi, fu una delle principali unità coinvolte nella breve guerra.

## Storia

### Formazione e addestramento
All'inizio del 1860 era ormai chiaro che l'esercito piemontese era in procinto di invadere l'Italia centrale per portare a termine l'unificazione del Paese. La spedizione dei Mille di Garibaldi confermò questi timori, così papa Pio IX fece un appello affinché tutti i cristiani volenterosi si arruolassero nell'esercito pontificio per difendere lo Stato della Chiesa.
A rispondere all'appello del pontefice furono in molti, segnatamente gli irlandesi, in risposta al supporto britannico al Regno di Sardegna. Centinaia di loro giunsero dall'Irlanda, e il 12 giugno 1860 si costituì quindi a Roma il battaglione di San Patrizio, ispirato dall'omonima unità militare esistita alcuni anni prima durante la guerra messico-statunitense.
Gli irlandesi furono ben accolti dalla popolazione, e dopo gli austriaci (5000) e gli svizzeri (3000) erano la più grande comunità di volontari accorsi a difendere lo Stato Pontificio. Pochi di essi erano militari di professione, mentre la maggioranza era composta da contadini e operai, ma anche medici e avvocati, inizialmente molto provati dal caldo clima estivo dell'Italia centrale. Il battaglione venne diviso in otto compagnie, quattro delle quali di stanza a Spoleto e nel resto dell'Umbria sotto il maggiore William O'Reilly, a capo del battaglione, mentre le restanti furono inviate ad Ancona.

### Campagna dell'Italia centrale e scioglimento
Nonostante la consistenza numerica, la situazione per i pontifici era ormai pessima: male organizzati ed equipaggiati, gli irlandesi non avevano una vera uniforme e si trovarono a combattere con armi antiquate e spesso con poche munizioni. Nonostante ciò, quando l'esercito piemontese lanciò la propria offensiva nel settembre 1860, il battaglione di San Patrizio si dimostrò tra le più tenaci unità difensive papaline.
Il 18 settembre i piemontesi attaccarono Castelfidardo, dove era di stanza la IV Compagnia irlandese, che combatté valorosamente senza però poter impedire la caduta della città. In breve tempo, nonostante la resistenza irlandese, caddero anche Perugia, Spoleto e Loreto. I resti del battaglione si ritirarono allora ad Ancona, dove sostennero l'assedio della città,  occupandosi soprattutto dell'artiglieria pontificia.
Alla caduta di Ancona anche gli irlandesi superstiti dovettero arrendersi, sciogliendo di fatto il battaglione. Presi inizialmente prigionieri, vennero in seguito liberati e rimandati in patria grazie all'intercessione di un influente medico irlandese che risiedeva nelle Marche, venendo inoltre premiati con una medaglia per il loro servizio. Un ex-membro del battaglione, Myles Keogh, combatté nella guerra civile americana e alla battaglia di Little Bighorn, dove trovò la morte, e la sua medaglia pontificia venne infine in possesso del capo nativo americano Toro Seduto, ritratto con essa in una fotografia conservata a Castelfidardo.